# Amomum jingxiense
Amomum jingxiense är en enhjärtbladig växtart som beskrevs av Ding Fang och D.H.Qin. Amomum jingxiense ingår i släktet Amomum och familjen Zingiberaceae. Inga underarter finns listade i Catalogue of Life.